# 91. Oscar-gála
A 91. Oscar-gálán az Amerikai Filmművészetek és Filmtudományok Akadémiája a 2018-as év legjobb filmjeit és filmeseit részesítette elismerésben. A díjátadó ceremóniát 2019. február 24-én rendezték a Dolby Színházban Los Angelesben, helyi idő szerint 17:00 órától (hazai idő szerint február 25-én 02:00 órától). A ceremónia alatt az Akadémia 24 kategóriában díjazta az alkotásokat. Az eseményt Amerikában az ABC televízió társaság sugározta. Magyarországon a Moziverzum közvetítette a gálát. 
Az utolsó két gálaünnepség vegyes fogadása és csökkenő népszerűsége miatt Michael De Luca és Jennifer Todd producerek visszautasították a produkció készítését, helyükbe Donna Gigliotti és Glenn Weiss lépett.
2019. február 5-én az ABC televízió bejelentette, hogy a 91. Oscar-gálának nem lesz házigazdája. Erre az  Oscar-díjátadók történetében egyetlen alkalommal volt példa, 1989-ben. Az eredeti elképzelések szerint a házigazda Kevin Hart lett volna, de ő visszalépett, miután sok kritika érte korábbi, sokak által homofóbnak ítélt Twitter-bejegyzései miatt.

## Az Oscar-szezon menetrendje
| Dátum              | Esemény                                                    |
| ------------------ | ---------------------------------------------------------- |
| 2018. november 18. | A Kormányzók díjainak (Tiszteletbeli Oscar-díjak) átadása. |
| 2019. január 7.    | A jelöltekről történő szavazás megkezdése.                 |
| 2019. január 14.   | A jelöltekről történő szavazás lezárása.                   |
| 2019. január 22.   | A jelöltek bejelentése.                                    |
| 2019. február 4.   | A jelöltek ünnepi ebédje.                                  |
| 2019. február 12.  | A végső szavazás megkezdése.                               |
| 2019. február 19.  | A végső szavazás lezárása.                                 |
| 2019. február 24.  | A 91. díjátadó Oscar-gála.                                 |

## Díjazottak és jelöltek

### Díjak
A nyertesek az első helyen sorolva és félkövérrel szedve.
| Legjobb film | Legjobb rendező |
| --- | --- |
| - Zöld könyv – Útmutató az élethez – Jim Burke, Charles B. Wessler, Brian Currie, Peter Farrelly, és Nick Vallelonga - Fekete Párduc – Kevin Feige - Csuklyások – BlacKkKlansman – Sean McKittrick, Jason Blum, Raymond Mansfield, Jordan Peele, és Spike Lee - Bohém rapszódia – Graham King - A kedvenc – Ceci Dempsey, Ed Guiney, Lee Magiday, és Jórgosz Lánthimosz - Roma – Gabriela Rodriguez és Alfonso Cuarón - Csillag születik – Bill Gerber, Bradley Cooper, és Lynette Howell Taylor - Alelnök – Dede Gardner, Jeremy Kleiner, Adam McKay, és Kevin J. Messick | - Alfonso Cuarón – Roma - Spike Lee – Csuklyások – BlacKkKlansman - Paweł Pawlikowski – Hidegháború - Jórgosz Lánthimosz – A kedvenc - Adam McKay – Alelnök |
| Legjobb férfi főszereplő | Legjobb női főszereplő |
| - Rami Malek – Bohém rapszódia mint Freddie Mercury - Christian Bale – Alelnök mint Dick Cheney - Bradley Cooper – Csillag születik mint Jackson „Jack” Maine - Willem Dafoe – Van Gogh az örökkévalóság kapujában mint Vincent van Gogh - Viggo Mortensen – Zöld könyv – Útmutató az élethez mint Frank „Tony Lip” Vallelonga | - Olivia Colman – A kedvenc mint Anna brit királynő - Yalitza Aparicio – Roma mint Cleodegaria „Cleo” Gutiérrez - Glenn Close – A férfi mögött mint Joan Castleman - Lady Gaga – Csillag születik mint Ally Maine - Melissa McCarthy – Megbocsátasz valaha? mint Lee Israel |
| Legjobb férfi mellékszereplő | Legjobb női mellékszereplő |
| - Mahershala Ali – Zöld könyv – Útmutató az élethez mint „Doc” Don Shirley - Adam Driver – Csuklyások – BlacKkKlansman mint Philip „Flip” Zimmerman - Sam Elliott – Csillag születik mint Bobby Maine - Richard E. Grant – Megbocsátasz valaha? mint Jack Hock - Sam Rockwell – Alelnök mint George W. Bush | - Regina King – Ha a Beale utca mesélni tudna mint Sharon Rivers - Amy Adams – Alelnök mint Lynne Cheney - Marina de Tavira – Roma mint Sofia - Emma Stone – A kedvenc mint Abigail Hill - Rachel Weisz – A kedvenc mint Sarah Churchill, Marlborough hercegnője |
| Legjobb eredeti forgatókönyv | Legjobb adaptált forgatókönyv |
| - Zöld könyv – Útmutató az élethez – forgatókönyvíró: Nick Vallelonga, Brian Currie, és Peter Farrelly - A kedvenc – forgatókönyvíró: Deborah Davis és Tony McNamara - A hitehagyott – forgatókönyvíró: Paul Schrader - Roma – forgatókönyvíró: Alfonso Cuarón - Alelnök – forgatókönyvíró: Adam McKay | - Csuklyások – BlacKkKlansman – Charlie Wachtel és David Rabinowitz, valamint Kevin Willmott és Spike Lee, Ron Stallworth Csuklyások - BLACKkKLANSMAN c. memoárkötete alapján - Buster Scruggs balladája – Joel Coen és Ethan Coen, saját novelláik alapján - Megbocsátasz valaha? – Nicole Holofcener és Jeff Whitty, Lee Israel memoárja alapján - Ha a Beale utca mesélni tudna – Barry Jenkins, James Baldwin Ha a Beale utca mesélni tudna c. novellája alapján - Csillag születik – Eric Roth, Bradley Cooper és Will Fetters, az 1937-es film alapján, melyet William A. Wellman, Robert Carson, Dorothy Parker és Alan Campbell írt |
| Legjobb animációs film | Legjobb idegen nyelvű film |
| - Pókember: Irány a Pókverzum! – Bob Persichetti, Peter Ramsey, Rodney Rothman, Phil Lord és Christopher Miller - A Hihetetlen család 2. – Brad Bird, John Walker, és Nicole Paradis Grindle - Kutyák szigete – Wes Anderson, Scott Rudin, Steven Rales, és Jeremy Dawson - Mirai – Lány a jövőből – Hoszoda Mamoru és Szaitó Júicsiró - Ralph lezúzza a netet – Rich Moore, Phil Johnston, és Clark Spencer | - Roma (spanyolul) és (mixtékül) – rendező: Alfonso Cuarón - Kafarnaum – A remény útja (arabul) – rendező: Nadine Labaki - Hidegháború (lengyelül) – rendező: Paweł Pawlikowski - Mű szerző nélkül (németül) – rendező: Florian Henckel von Donnersmarck - Bolti tolvajok (japánul) – rendező: Koreeda Hirokazu |
| Legjobb dokumentumfilm | Legjobb rövid dokumentumfilm |
| - Free Solo – Mászókötél nélkül – Elizabeth Chai Vasarhelyi, Jimmy Chin, Evan Hayes, és Shannon Dill - Apákról és fiaikról – Talal Derki, Ansgar Frerich, Eva Kemme, és Tobias N. Siebert - Csúszópálya – Bing Liu és Diane Quon - Hale County This Morning, This Evening – RaMell Ross, Joslyn Barnes, és Su Kim - RBG – Betsy West és Julie Cohen | - Period. End of Sentence. – Rayka Zehtabchi - Black Sheep – Ed Perkins - End Game – Rob Epstein és Jeffrey Friedman - Lifeboat – Skye Fitzgerald - A Night at the Garden – Marshall Curry |
| Legjobb élőszereplős rövidfilm | Legjobb animációs rövidfilm |
| - Bőr – Guy Nattiv és Jaime Ray Newman - Anya – Rodrigo Sorogoyen és María del Puy Alvarado - Detainment – Vincent Lambe és Darren Mahon - Fauve – Jeremy Comte és Maria Gracia Turgeon - Marguerite – Marianne Farley és Marie-Hélène Panisset | - Bao – Domee Shi és Becky Neiman-Cobb - Animal Behaviour – Alison Snowden és David Fine - Late Afternoon – Louise Bagnall és Nuria González Blanco - One Small Step – Andrew Chesworth és Bobby Pontillas - Weekends – Trevor Jimenez |
| Legjobb eredeti filmzene | Legjobb eredeti dal |
| - Fekete Párduc – Ludwig Göransson - Csuklyások – BlacKkKlansman – Terence Blanchard - Ha a Beale utca mesélni tudna – Nicholas Britell - Kutyák szigete – Alexandre Desplat - Mary Poppins visszatér – Marc Shaiman | - „Shallow” a Csillag születik c. filmből – zene és szöveg: Lady Gaga, Mark Ronson, Anthony Rossomando, és Andrew Wyatt - „All the Stars” a Fekete Párduc c. filmből – zene: Sounwave, Kendrick Lamar Duckworth és Anthony Tiffith; szöveg: Kendrick Lamar Duckworth, Anthony Tiffith és Solána Rowe - „I'll Fight” a RBG c. filmből– zene és szöveg: Diane Warren - „The Place Where Lost Things Go” from Mary Poppins visszatér c. filmből – zene és szöveg: Marc Shaiman - „When A Cowboy Trades His Spurs For Wings” a Buster Scruggs balladája c. filmből – zene és szöveg: David Rawlings és Gillian Welch                            |
| Legjobb hangvágás | Legjobb hangkeverés |
| - Bohém rapszódia – John Warhurst és Nina Hartstone - Fekete Párduc – Benjamin A. Burtt és Steve Boeddeker - Az első ember – Ai-Ling Lee és Mildred Iatrou Morgan - Hang nélkül – Ethan Van der Ryn és Erik Aadahl - Roma – Sergio Díaz és Skip Lievsay | - Bohém rapszódia – Paul Massey, Tim Cavagin és John Casali - Fekete Párduc – Steve Boeddeker, Brandon Proctor és Peter Devlin - Az első ember – Jon Taylor, Frank A. Montaño, Ai-Ling Lee és Mary H. Ellis - Roma – Skip Lievsay, Craig Henighan és José Antonio García - Csillag születik – Tom Ozanich, Dean Zupancic, Jason Ruder és Steve Morrow |
| Legjobb látványtervezés | Legjobb operatőr |
| - Fekete Párduc – látványtervező: Hannah Beachler; díszlet: Jay Hart - A kedvenc – látványtervező: Fiona Crombie; díszlet: Alice Felton - Az első ember – látványtervező: Nathan Crowley; díszlet: Kathy Lucas - Mary Poppins visszatér – látványtervező: John Myhre; díszlet: Gordon Sim - Roma – Production Design: Eugenio Caballero; díszlet: Bárbara Enrı́quez | - Roma – Alfonso Cuarón - Hidegháború – Łukasz Żal - A kedvenc – Robbie Ryan - Mű szerző nélkül – Caleb Deschanel - Csillag születik – Matthew Libatique |
| Legjobb smink | Legjobb jelmez |
| - Alelnök – Greg Cannom, Kate Biscoe, és Patricia Dehaney - Határeset – Göran Lundström és Pamela Goldammer - Két királynő – Jenny Shircore, Marc Pilcher, és Jessica Brooks | - Fekete Párduc – Ruth E. Carter - Buster Scruggs balladája – Mary Zophres - A kedvenc – Sandy Powell - Mary Poppins visszatér – Sandy Powell - Két királynő – Alexandra Byrne |
| Legjobb vágás | Legjobb vizuális effektek |
| - Bohém rapszódia – John Ottman - Csuklyások – BlacKkKlansman – Barry Alexander Brown - A kedvenc – Jorgosz Mavropszaridisz - Zöld könyv – Útmutató az élethez – Patrick J. Don Vito - Alelnök – Hank Corwin | - Az első ember – Paul Lambert, Ian Hunter, Tristan Myles, és J. D. Schwalm - Bosszúállók: Végtelen háború – Dan DeLeeuw, Kelly Port, Russell Earl, és Dan Sudick - Barátom, Róbert Gida – Christopher Lawrence, Michael Eames, Theo Jones, és Chris Corbould - Ready Player One – Roger Guyett, Grady Cofer, Matthew E. Butler, és Dave Shirk - Solo: Egy Star Wars-történet – Rob Bredow, Patrick Tubach, Neal Scanlan, és Dominic Tuohy |

### Kormányzók díja
Az Amerikai Filmművészetek és Filmtudományok Akadémiája 2018. november 18-án tartotta a 10. Kormányzók bálját, melyen a következő díjakat adták át:

#### Tiszteletbeli Oscar-díj
- Marvin Levy amerikai újságíró;
- Lalo Schifrin argentin zeneszerző, zongorista és karmester;
- Cicely Tyson amerikai színésznő, volt manöken.

#### Irving G. Thalberg-emlékdíj
- Kathleen Kennedy és
- Frank Marshall amerikai producer házaspár, „akiknek művei folyamatosan magas színvonalú filmgyártásról tanúskodnak”.[6]

### Többszörös jelölések és elismerések
| Jelölés | Díj | Magyar cím                       | Eredeti cím                  |
| ------- | --- | -------------------------------- | ---------------------------- |
| 10      | 3   | –––                              | Roma                         |
| 10      | 1   | A kedvenc                        | The Favourite                |
| 8       | 1   | Csillag születik                 | A Star Is Born               |
| 7       | 3   | Fekete Párduc                    | Black Panther                |
| 6       | 1   | Csuklyások – BlacKkKlansman      | BlacKkKlansman               |
| 6       | 1   | Alelnök                          | Vice                         |
| 5       | 4   | Bohém rapszódia                  | Bohemian Rhapsody            |
| 5       | 3   | Zöld könyv – Útmutató az élethez | Green Book                   |
| 4       | 1   | Az első ember                    | First Man                    |
| 4       | 0   | Mary Poppins visszatér           | Mary Poppins Returns         |
| 3       | 1   | Ha a Beale utca mesélni tudna    | If Beale Street Could Talk   |
| 3       | 0   | Hidegháború                      | Zimna wojna                  |
| 3       | 0   | Megbocsátasz valaha?             | Can You Ever Forgive Me?     |
| 3       | 0   | Buster Scruggs balladája         | The Ballad of Buster Scruggs |
| 2       | 0   | Két királynő                     | Mary Queen of Scots          |
| 2       | 0   | Kutyák szigete                   | Isle of Dogs                 |
| 2       | 0   | Mű szerző nélkül                 | Never Look Away              |
| 2       | 0   | –––                              | RBG                          |

## Díjátadók és előadók
Az alábbi személyek díjakat adtak át, vagy zeneművet adtak elő.

### Díjátadók
| Nevek                              | Szerep |
| ---------------------------------- | --- |
| Randy Thomas                       | A 91. Oscar-díjátadás bejelentője                                                                           |
| Tina Fey Amy Poehler Maya Rudolph  | A legjobb női mellékszereplő díj átadói                                                                     |
| Helen Mirren Jason Momoa           | A legjobb dokumentumfilm díj átadói                                                                         |
| Tom Morello                        | A legjobb filmnek jelölt Alelnök c. film bemutatója                                                         |
| Elsie Fisher Stephan James         | A legjobb smink és fodrász díj átadói                                                                       |
| Brian Tyree Henry Melissa McCarthy | A legjobb jelmez díj átadói                                                                                 |
| Chris Evans Jennifer Lopez         | A legjobb látványtervezés díj átadói                                                                        |
| Tyler Perry                        | A legjobb operatőr díj átadója                                                                              |
| Emilia Clarke                      | A legjobb eredeti betétdal jelölt „I'll Fight” előadójának felkonferálója                                   |
| Serena Williams                    | A legjobb filmnek jelölt Csillag születik c. film bemutatója                                                |
| Danai Gurira James McAvoy          | A legjobb hangvágás és a legjobb hangkeverés díjak átadói                                                   |
| Queen Latifah                      | A legjobb filmnek jelölt A kedvenc c. film bemutatója                                                       |
| Javier Bardem Angela Bassett       | A legjobb idegen nyelvű film díj átadói                                                                     |
| Keegan-Michael Key                 | A legjobb eredeti betétdal jelölt „The Place Where Lost Things Go” előadójának felkonferálója               |
| Trevor Noah                        | A legjobb filmnek jelölt Fekete Párduc c. film bemutatója                                                   |
| Michael Keaton                     | A legjobb vágás díj átadója                                                                                 |
| Daniel Craig Charlize Theron       | A legjobb férfi mellékszereplő díj átadói                                                                   |
| Laura Dern                         | A Filmművészeti és Filmtudományi Akadémia “OSCAR” múzeumának (Academy Museum of Motion Pictures) bemutatója |
| Pharrell Williams Michelle Yeoh    | A legjobb animációs film díj átadói                                                                         |
| Kacey Musgraves                    | A legjobb eredeti betétdal jelölt „When a Cowboy Trades His Spurs for Wings” előadójának felkonferálója     |
| Dana Carvey Mike Myers             | A legjobb filmnek jelölt Bohém rapszódia c. film bemutatói                                                  |
| Awkwafina John Mulaney             | A legjobb animációs rövidfilm és legjobb rövid dokumentumfilm díjak átadói                                  |
| José Andrés Diego Luna             | A legjobb filmnek jelölt Roma c. film bemutatói                                                             |
| Sarah Paulson Paul Rudd            | A legjobb vizuális effektek díj átadói                                                                      |
| KiKi Layne Krysten Ritter          | A legjobb élőszereplős rövidfilm díj átadói                                                                 |
| Samuel L. Jackson Brie Larson      | A legjobb adaptált forgatókönyv és legjobb eredeti forgatókönyv díjak átadói                                |
| Michael B. Jordan Tessa Thompson   | A legjobb eredeti filmzene díj átadói                                                                       |
| Chadwick Boseman Constance Wu      | A legjobb eredeti betétdal díj átadói                                                                       |
| John Bailey (AMPAS-elnök)          | Az In Memoriam blokk előadója                                                                               |
| Barbra Streisand                   | A legjobb filmnek jelölt Csuklyások – BlacKkKlansman c. film bemutatói                                      |
| Allison Janney Gary Oldman         | A legjobb férfi főszereplő díj átadói                                                                       |
| John Lewis Amandla Stenberg        | A legjobb filmnek jelölt Zöld könyv – Útmutató az élethez c. film bemutatói                                 |
| Frances McDormand Sam Rockwell     | A legjobb női főszereplő díj átadói                                                                         |
| Guillermo del Toro                 | A legjobb rendező díj átadója                                                                               |
| Julia Roberts                      | A legjobb film díj átadója                                                                                  |

### Előadók
| Név                                           | Szerep                     | Előadás                                                                              |
| --------------------------------------------- | -------------------------- | ------------------------------------------------------------------------------------ |
| Rickey Minor                                  | Zenei rendező és karmester | zenekari                                                                             |
| Queen + Adam Lambert                          | Előadók                    | „We Will Rock You” és „We Are the Champions”                                         |
| Jennifer Hudson                               | Előadó                     | „I'll Fight” az RBG c. filmből                                                       |
| Bette Midler                                  | Előadó                     | „The Place Where Lost Things Go” a Mary Poppins visszatér c. filmből                 |
| David Rawlings Gillian Welch                  | Előadók                    | „When a Cowboy Trades His Spurs for Wings” a The Ballad of Buster Scruggs c. filmből |
| Bradley Cooper Lady Gaga                      | Előadók                    | „Shallow” a Csillag születik c. filmből                                              |
| Gustavo Dudamel Los Angeles-i Filharmonikusok | Előadók                    | Az elmúlt évben elhunytakra való megemlékezés alatt                                  |